# Another
Another (アナザー?  lit. 'Otro') es una trilogía de novelas juveniles escrita por Yukito Ayatsuji. Las entregas giran en torno a una clase de escuela secundaria, donde se produce un fenómeno paranormal que induce a buena parte del alumnado a morir de maneras anormales. Como es de suponer, contienen elementos de misterio y de horror, además de presentar varios giros argumentales. La primera está protagonizada por Mei Misaki y por Kōichi Sakakibara, quien aparece también en las secuelas, pero cumpliendo un papel de menor importancia. En cambio, Mei mantiene relevancia en las novelas siguientes.
Los capítulos primero se publicaron intermitentemente en la revista Yasai Jidai, de la editorial japonesa Kadokawa Shōten, y el contenido se compiló en un tomo tankōbon lanzado el 29 de octubre de 2009 en el país asiático. A comienzos de 2012, Ayatsuji dio a conocer que se encontraba trabajando en una segunda entrega, que no sería una secuela en cuanto a continuidad, sino una serie derivada. Esta se tituló Another: Episode S y la difundió la misma editorial, a partir del 31 de julio de 2013. Alentado por la opinión de los seguidores, el autor escribió una tercera novela, Another 2001, que también se serializó en Yasei Jidai, entre 2014 y 2020. El volumen recopilatorio se publicó el 30 de septiembre de 2020, igualmente por Kadokawa Shōten. Las ediciones en inglés corrieron a cargo de Yen Press.
La primera novela fue adaptada a manga, en el que Ayatsuji volvió a encargarse de la escritura, a la vez que Hiro Kiyohara dibujó las ilustraciones. Este material dista de la novela en algunos aspectos, tales como el diseño y la función de los personajes. Tras haberse serializado en la revista Young Ace, también de Kadokawa Shōten, se editó en cuatro volúmenes a modo de compilación, entre 2010 y 2011. Las editoriales que lo adaptaron al español fueron Ivrea en Argentina y en España, y Kamite en México. En 2012 el tándem realizó también un manga que sirve de precuela, Another 0, al que se incluyó junto con el DVD del anime. Justamente, se comisionó también un programa animado inspirado en la fuente original que P.A. Works se hizo cargo de producir y Tsutomu Mizushima, de dirigir. Los trece episodios se transmitieron entre el 10 de enero y el 27 de marzo de 2012 en cadenas japonesas como Kitanihon Broadcasting (KNB) o Tokyo MX, excepto el último que, por su condición de animación original, se estrenó aparte, el 26 de mayo. El público hispanohablante pudo acceder al programa a través de Crunchyroll, salvo los usuarios de España, ya que allí únicamente la plataforma Apple TV se hizo con los derechos. Ese año se estrenó otra producción audiovisual basada en Another: una película de imagen real homónima que, bajo la dirección de Takeshi Furusawa, se estrenó el 4 de agosto en el país nipón.
La obra se hizo con cierta popularidad en la escena literaria nacional y también en la internacional, además de ser nominada a premios organizados por Kadokawa Shōten y por el Club de escritores de misterio Honkaku. Asimismo, se convirtió en una de las series más representativas de los géneros de terror y misterio en la industria del anime. Con respecto a la recepción de los especialistas, recibió elogios en apartados como la estética, el diseño de personajes, la animación y la banda sonora del programa, mientras que los comentarios sobre el ritmo y el final generalmente fueron negativos.

## Argumento

### Sinopsis
En 1998, Kōichi Sakakibara llega a Yomiyama para instalarse en casa de sus abuelos maternos, ya que su padre se encuentra en la India por razones laborales y su madre falleció años atrás, en el parto. En breve, el joven se transferirá a la escuela secundaria Yomiyama del Norte, concretamente a la clase 3-3. Sin embargo, ni bien arriba sufre un colapso pulmonar y por ello se ausenta durante la primera semana. Mientras está ingresado en el hospital conoce, en un ascensor, a una muchacha que usa un parche en el ojo y que aparentemente se dirige a la morgue, aunque apenas consigue hablarle. Para cuando se recupera e inicia el colegio, percibe una sensación de temor en el ambiente y queda prendado a su compañera Mei Misaki, la muchacha con quien se había topado anteriormente. Hermosa pero retraída, toda la promoción la ignora completamente, como si no existiera.
Confundido, Kōichi no recibe una respuesta clara de nadie y cuando consulta con la propia Mei, esta se limita a contestarle crípticamente. Más adelante, entabla amistad con algunos compañeros y poco a poco se entera de que, según la leyenda urbana, los rodea una maldición conocida como la «Calamidad». Los orígenes se remontan veintiséis años atrás, cuando un alumno de esa clase igualmente llamado Misaki, adorado por sus pares y por los profesores, murió abruptamente. Devastados por la pérdida, estos continuaron actuando como si estuviera con vida, lo que desencadenó un hecho paranormal: el muchacho salió en la fotografía de graduación. Para peor, desde entonces muchos escolares de la clase 3-3 o personas cercanas a ellos murieron en circunstancias terribles, suceso que se ha repetido con varias promociones, aunque no siempre.
La Calamidad surge cuando un alumno adicional, el «Otro», se une al aula, que desde lo acaecido en 1972 se ha convertido en una especie de purgatorio. Los extras en realidad son muertos de carne y hueso, con alma y memoria, pero el efecto hace que nadie los recuerde. El problema en determinar quién es radica en que ni el propio fantasma sabe de su condición o de que es el causante del mal. La verdad saldrá a la luz solo al final del ciclo escolar, pues el intruso en cuestión se esfumará y todos lo olvidarán, al punto de que su nombre automáticamente se borrará de los registros.
Los estudiantes han llegado a la conclusión de que a veces es posible sortear el fenómeno, siempre y cuando todos ignoren por completo a algún compañero, para compensar. La elegida de ese año había sido Mei, cosa que Kōichi, al ausentarse, desconocía. Con el tiempo la contramedida se prueba ineficaz, ya que el efecto se manifiesta y da comienzo a una sucesión de muertes viscerales y estrambóticas. El ya de por sí tenso escenario se recrudece en el momento en que los estudiantes hallan indicios de una manera infalible de detener la Calamidad: descubrir al agregado y asesinarlo, para enviarlo definitivamente al plano espiritual. Mientras busca la solución, el protagonista irá desentrañando misterios relacionados con la escuela, con la comunidad e incluso con su familia.

### Estilo y temáticas

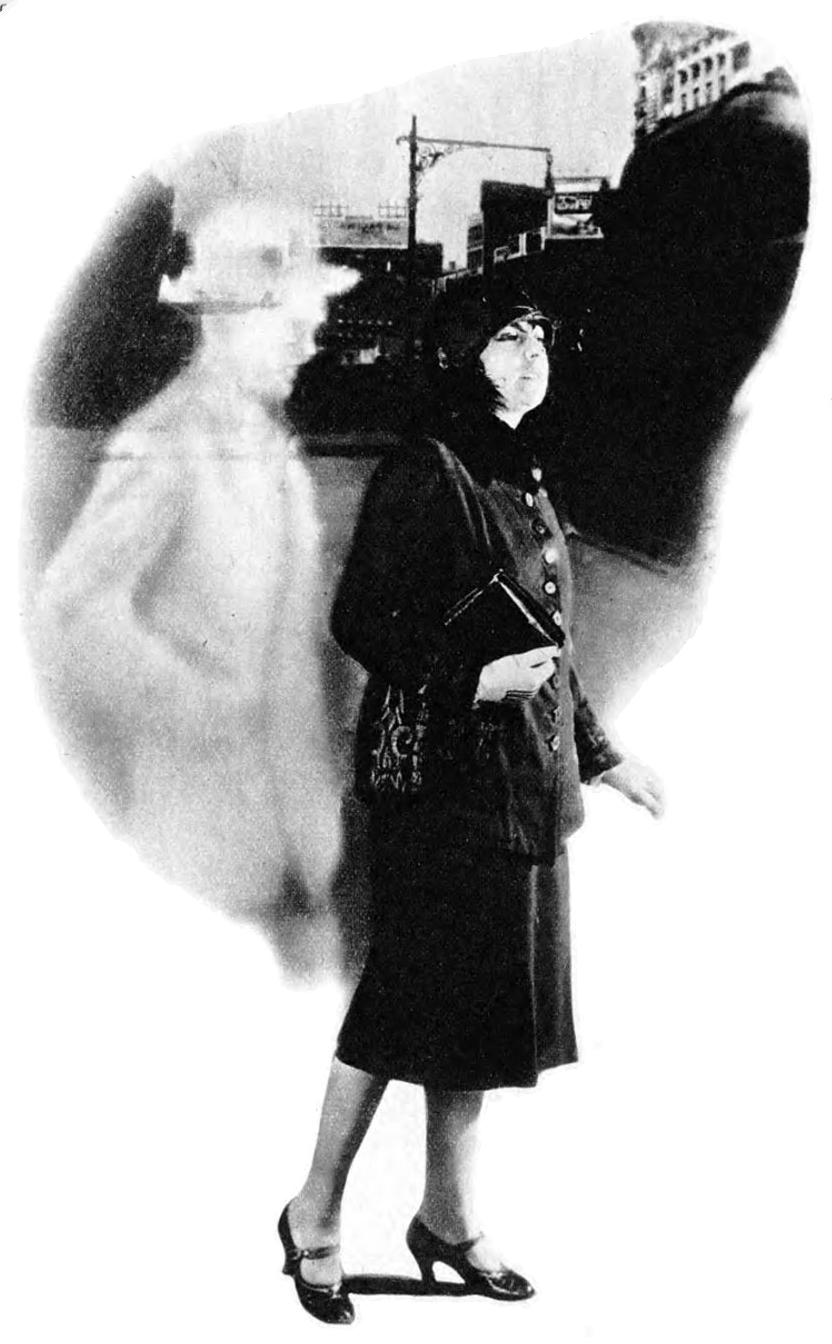
Escena fantasmagórica a modo de representación del relato The Man Who Died Twice, de Frank Belknap Long. Ghost Stories, edición de enero de 1927.

El hecho de que Kōichi se haya ausentado desde el principio y nadie le haya desvelado el plan de ignorar a Mei acaba siendo sumamente contraproducente para todos. Esto puede resultar incomprensible para el lector occidental, pero no para el japonés, conocedor de lo arraigado que está el tatemae —en español: «fachada»— en su país. Las ocasiones en que el protagonista acude a otras personas en busca de respuestas no producen resultados, pues en el pueblo solo han escuchado rumores y no tienen más que una vaga idea de lo que ocurre en la clase 3-3. La constatación de la Calamidad se revela paulatinamente, con el lector enterándose de los detalles siempre al mismo tiempo que Kōichi, y de esta manera se genera suspenso. Paralelamente, y aunque la respuesta al misterio se plasma desde el comienzo, se recurre a pistas falsas para desorientar al público.
Consecuentemente, los estudiantes intentan deducir quién es el muerto. Al principio sospechan de Mei, a quien además le tocó ser «la que no existe», aunque gradualmente las dudas se hacen extensibles a otros. El compañero fantasmal no es una figura amenazante, sino banal, pero su sola presencia atrae desgracia e inquietud. Como la memoria colectiva inexplicablemente se ve alterada durante y después del ciclo escolar, al igual que los registros, los personajes tienen pocas herramientas para descifrar quiénes fueron los Otros en años anteriores, ni mucho menos quién es el que está con ellos. De hecho, solo una promoción ha sido capaz de detener la Calamidad en el pasado, lo que induce a los protagonistas a superar un gran desafío.
Con respecto a la temática de la obra, Ayatsuji afirmó que de primera intención no pensó en representar el dolor que se experimenta cuando un ser querido muere sin razón, pero que, tras vivir el terremoto y maremoto de Japón de 2011 y la pandemia de coronavirus de 2020, «quizás haya incorporado inconscientemente esa idea en [los] escritos». Another ahonda también en el miedo a la muerte, en la pérdida de recuerdos y en la culpa, reflejada en el Otro, quien contra su voluntad causa el fallecimiento de personas cercanas. En definitiva, y especialmente cuando se llega al final, es una historia de connotación melancólica donde «la vida y la muerte se entrelazan».

## Personajes
A continuación, se describe brevemente a algunos personajes y se nombra a los seiyū de cada uno:
El protagonista es Kōichi Sakakibara —interpretado en el anime por Atsushi Abe—, un joven de quince años, fanático de las novelas de terror de escritores como Stephen King. Padece una enfermedad pulmonar persistente y una recaída le impide iniciar las clases, por lo que tarda en tomar conciencia de la grave situación en que se ha involucrado. Comparte apellido con el autor de los asesinatos de Kobe en 1997, motivo por el que fue víctima de acoso escolar en su escuela anterior. La protagonista femenina es Mei Misaki —Natsumi Takamori—, a quien el aula ignora de tal forma que Kōichi llega a preguntarse si es una fantasma que solo él está viendo. No obstante, cuando deja de tener sentido seguir la contramedida, Mei comienza a interactuar con los demás y se revela como la hija de una fabricante de muñecas. Otra figura a mencionar, aunque no aparezca, es el Misaki de 1972, por aquel entonces muy popular entre sus pares y el artífice original de la Calamidad.
Una de las compañeras que se niega a responder nada a Kōichi es, paradójicamente, la encargada de hacer cumplir la contramedida: Izumi Akazawa —Madoka Yonezawa—, cuya participación aumenta en el anime, donde es uno de los personajes más desarrollados. Por nombrar a otra alumna, Takako Sugiura —Misato Fukuen— es la única figura que sufre modificaciones en apariencia, personalidad y función en cada formato de la obra. Como es lógico según el hilo conductor de la trama, muchos de los personajes presentados y con los que «[el lector] llega a encariñarse, mueren en un abrir y cerrar de ojos». Por su lado, la presión hace que aquellos que continúan sobreviviendo poco a poco se desmoronen mentalmente, al punto de volverse psicóticos. Entre los adultos se puede nombrar a la tía de Kōichi, Reiko, o a la profesora asistente de la clase 3-3, la señorita Mikami, interpretadas por Naoko Sakakibara y Misayo Miyamaki, respectivamente.

## Producción
A mediados de la década de 2000, el novelista Yukito Ayatsuji vio el anime Rozen Maiden, cuyo escenario está repleto de muñecas de porcelana, y le nació la idea de componer una obra de estética parecida. Fue así como comenzó a visitar regularmente una tienda de muñecas de ese estilo ubicada en Shibuya y encontró aún más inspiración, ya que percibía una «atmósfera única» en tal sitio. Ayatsuji tenía claro que el elemento terrorífico sería un fenómeno natural que no se ha originado de la voluntad de nadie: el efecto no es una maldición ni nació del rencor, simplemente surgió porque los alumnos involuntariamente convirtieron el aula en una suerte de purgatorio. En esa línea, y para aportar realismo y aún más terror, ideó que las contramedidas no siempre fueran efectivas. El escritor, por entonces especializado en misterio pero no en terror, estructuró la novela juvenil de modo que el lector constantemente se topara con nuevos enigmas y optó por un adolescente para que la llevara adelante, porque el público objetivo podría identificarse con él y adentrarse en ese mundo ficticio. Se consideró oportuno que las víctimas tuvieran entre catorce y quince años también porque, justamente por su edad, tendrían poca potestad para abandonar el colegio o escapar de la ciudad.

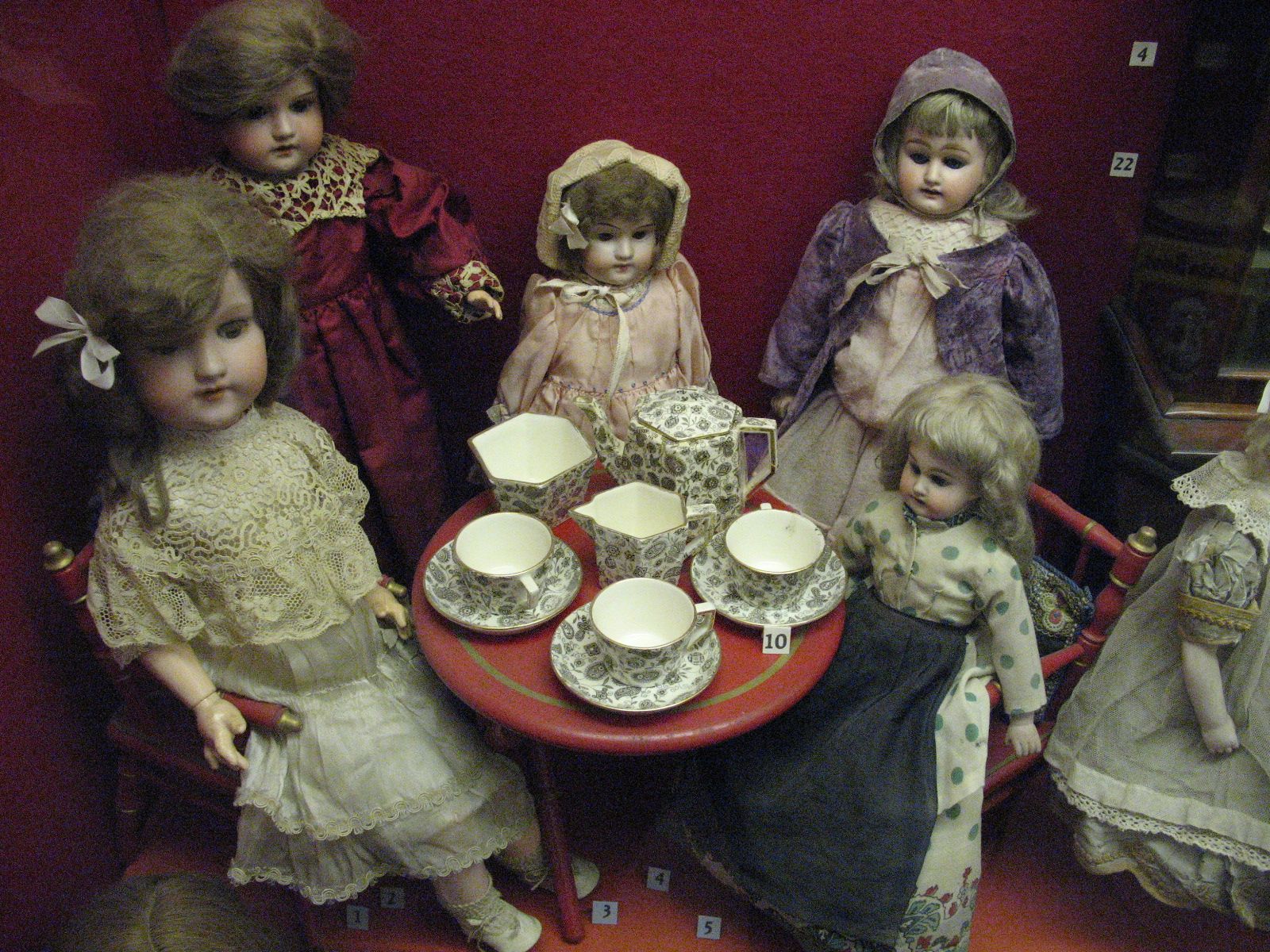
Las muñecas de porcelana —en la imagen— de Rozen Maiden fueron el primer concepto que se le ocurrió al autor a la hora de crear Another

Sustancialmente, la historia es igual en todos los formatos, aunque la novela es algo más rica en detalles. Un elemento en que se diferencian es el orden y la forma en que mueren algunos alumnos, así como la apariencia, la personalidad y el papel de cada uno en la historia. Para la composición del manga, Hiro Kiyohara dibujó más detalladamente a los adultos que a los estudiantes, aunque el uso del trazo fino de todos modos los hace lucir mayores que en el anime, donde los diseños están inspirados en el trabajo de Noizi Ito en la novela. Por otra parte, el artista se valió de un escenario sumamente etéreo y «empapado de oscuridad» donde los interiores, como los pasillos del colegio, son amenazantes y sombríos, mientras que en el exterior siempre parece llover.
El programa animado se estrenó en una época en la que era normal adaptar material de una novela ligera, pero no de una común, y mucho menos de terror. La productora encargada de dirigir el proyecto fue P.A. Works, cuyo trabajo inmediatamente anterior, Hanasaku Iroha, había recibido buenas críticas por su animación. Para Another, el equipo creativo confió en la utilización de planos iluminados tenuemente y en hacer énfasis en las texturas, como el óxido de las barandillas o el desgaste en los pupitres. Asimismo, y como es lógico por una cuestión de formato, en esta versión se muestra más de un punto de vista, a diferencia del material escrito, donde Kōichi se desempeña de narrador deficiente. El programa ha sido descrito como «una interpretación de la novela», porque sigue el texto original pero en cierto punto se desvía. Las secuencias donde la Calamidad cobra efecto son gráfica y auditivamente explícitas, y en cada pausa se enseñan brevemente imágenes estáticas de muñecas de aspecto espeluznante.
Además de producirse un manga y un anime, el éxito de la primera novela inspiró a Ayatsuji a esbozar una secuela, aun cuando el plan original era que Another fuera una entrega autoconclusiva. Titulada Another Episode S/0, se la configuró de manera que funcionara como una historia paralela, menos intensa en cuanto a secuencias de horror. En esta ocasión es Mei quien lleva la trama, dado que ahora el autor quería centrarse en su personaje preferido. Mientras escribía se decidió por continuar la historia de una figura introducida en la secuela, Sou Hiratsuka, y así surgió el tercer libro, Another 2001, protagonizado por este. Allí, aprovechó para escribir muchas más muertes que en trabajos anteriores y quiso cambiar la estructura, así que reveló la identidad del Otro al inicio de la obra, aunque solo al lector. Asimismo, mantuvo la tónica de la primera novela de citar libros reales, recurso del que se valió para dar «más color» a la historia y hacer más profundos a sus propios personajes; así como Kōichi menciona autores de terror estadounidenses, Sou es conocedor de obras como El gran cuaderno, de Agota Kristof.

## Contenido

### Novelas
Tras haberse publicado intermitentemente en la revista Yasai Jidai, la editorial japonesa Kadokawa Shōten emitió un volumen compilatorio de Another en formato tankōbon, que publicó el 29 de octubre de 2009 en ese país. Asimismo, lanzaron una edición de dos tomos bunkobon el 25 de septiembre de 2011. El 1 de marzo de 2012, se produjo un relanzamiento de la edición con ilustraciones del bunkobon por Noizi Ito, bajo el sello Sneaker Bunko. En cuanto a la distribución en el resto del mundo, la editorial Yen Press se hizo con los derechos de la obra y la difundió en Estados Unidos a partir de 2013, de forma digital. No obstante, y como se anunció en la Sakura-Con en abril de 2014, desde ese año la imprimieron físicamente, en un volumen de tapa dura de aproximadamente quinientas páginas.
Hacia febrero de 2012 el autor informó de que planeaba escribir una secuela estilo serie derivada que se titularía Another: Episode S. Al mismo tiempo, afirmó que planificaba una continuación directa de la primera novela y que la nombraría Another 2. El mencionado Episode S también está ambientado en 1998, poco después de la primera historia, durante unas vacaciones de verano en las que Mei debe ayudar a un joven que ha muerto y que, como ha perdido las memorias, no recuerda dónde está su cadáver. Kadokawa Shōten lanzó el material de 320 páginas el 31 de julio de 2013. A mediados de 2015, se anunció en la Anime Expo de ese año que Yen Press había licenciado la novela para adaptarla al inglés. El 18 de junio de 2016 se reeditó como edición de bolsillo, de 336 páginas, solo en Japón.
Para junio de 2014, Ayatsuji había perfilado dos historias que podían funcionar como tercera entrega de la franquicia, una ambientada en 2001 y la otra, en 2009. El autor adelantó que había llegado a un acuerdo con «cierta revista mensual» para que publicara cualquiera de las dos y preguntó a sus seguidores de Twitter cuál preferían. Finalmente, la corriente de opinión se decantó por la primera: Another 2001 transcurre tres años después, como indica el título, y está protagonizada por otro estudiante de la clase 3-3, Sou Hiratsuka, quien colaborará con Mei en un intento de poner fin a la Calamidad. Los capítulos se serializaron en Yasei Jidai desde el 11 de octubre de 2014 hasta el 11 de enero de 2020. El autor dijo en junio de 2020 que había enviado un borrador de mil doscientas páginas a la editorial, para que se llevara a cabo la compilación del material que, creía, estaría lista para septiembre. Efectivamente, el tomo recopilatorio se distribuyó a partir del día 30 de ese mes, mientras que la edición de bolsillo salió al mercado japonés el 13 de junio de 2023 y consta de 432 páginas. Por otro lado, la versión de Yen Press se publicó el 13 de diciembre de 2022, física y digitalmente.

### Mangas
La editorial Kadokawa publicó una adaptación a manga de Another, en esta ocasión ilustrada por Hiro Kiyohara y serializada en la revista mensual Young Ace entre 2010 y 2012. Los capítulos se recopilaron en cuatro álbumes; el primero estuvo disponible en Japón desde el 30 de septiembre de 2010, mientras que el último hizo lo propio el 27 de diciembre de 2011. Entretanto, los cuatro tomos en digital se lanzaron al mercado nipón el mismo día, el 29 de marzo de 2012. Por otro lado, en la Comic-Con en julio de 2012 se desveló que Yen Press se haría cargo de difundir la obra para el público anglosajón, y se adelantó que lo imprimiría en un solo volumen. Este tuvo a Karen McGillicuddy en la traducción, se lanzó el 29 de octubre de 2013, estuvo disponible solo para mayores de dieciséis años y consta de 720 páginas. Con respecto a las ediciones en español, las editoriales que licenciaron la serie en ese idioma son Ivrea en Argentina y en España, en tomos idénticos a los japoneses, y Kamite en México. Esta última compañía lanzó también un paquete completo, que alberga 738 páginas.
Ayatsuji y Kiyohara volvieron a colaborar como guionista e ilustrador, respectivamente, con la producción de otro manga basado en esta franquicia: Another 0 —en referencia a la ambientación, antes del primer volumen—, que se publicó en 2012 en su país de origen, junto con las unidades domésticas del anime. La historia ahonda en el pasado de un personaje clave de la primera novela, Reiko, la tía de Kōichi. Como había sucedido con el manga original, la editorial Ivrea distribuyó la historieta en Argentina y en España, si bien en esta oportunidad la obtención de los derechos fue caótica, pues durante años la imprenta japonesa no estuvo dispuesta a ceder la licencia, por una cuestión de derechos de autor.
| Lista de volúmenes | Lista de volúmenes       | Lista de volúmenes     | Lista de volúmenes      | Lista de volúmenes     | Lista de volúmenes       | Lista de volúmenes     |
| #                  | Fecha de publicación     | ISBN                   | Fecha de publicación    | ISBN                   | Fecha de publicación     | ISBN                   |
| ------------------ | ------------------------ | ---------------------- | ----------------------- | ---------------------- | ------------------------ | ---------------------- |
| 1                  | 30 de septiembre de 2010 | ISBN 978-4-04-715534-3 | 29 de noviembre de 2013 | ISBN 978-8-416-04017-9 | 24 de septiembre de 2016 | ISBN 750-0-588-01114-4 |
| 2                  | 4 de marzo de 2011       | ISBN 978-4-04-715628-9 | 4 de febrero de 2014    | ISBN 978-8-416-04048-3 | 2 de diciembre de 2016   | ISBN 750-0-588-01115-1 |
| 3                  | 3 de septiembre de 2011  | ISBN 978-4-04-715772-9 | 30 de marzo de 2014     | ISBN 978-8-416-04093-3 | 6 de enero de 2017       | ISBN 750-3-018-24789-2 |
| 4                  | 27 de diciembre de 2011  | ISBN 978-4-04-120044-5 | 23 de mayo de 2014      | ISBN 978-8-416-15032-8 | 17 de marzo de 2017      | ISBN 750-3-018-24944-5 |

### Anime
| Director             | Tsutomu Mizushima |
| Creador original     | Yukito Ayatsuji   |
| Composición          | Ryō Higaki        |
| Dirección artística  | Satoru Hirayanagi |
| Diseño de personajes | Yuriko Ishii      |
| Edición              | Ayumu Takahashi   |
| Música               | Kō Ōtani          |

El anuncio de una adaptación a anime se produjo en diciembre de 2010, en los envoltorios de las copias por entonces recién imprimidas de la novela. Más adelante, se abrió una página web para el programa, donde a mediados de 2011 se confirmó que se emitiría al año siguiente y que el diseño de personajes se ajustaría al trabajo de Noizi Ito en el libro. En la edición de octubre de ese año de la revista Nyantype, de Kadokawa Shōten, se reveló que la transmisión comenzaría en enero de 2012, y ya para ese momento se sabía que el proyecto estaba a cargo de P.A. Works, con dirección de Tsutomu Mizushima y guion de Ryō Higaki. Como era menester adaptar los diseños de Ito de modo que se ciñeran a la animación, Yuriko Ishii se ocupó de ese trabajo.
Se comisionaron doce episodios, que se transmitieron entre el 10 de enero y el 27 de marzo de 2012 en canales japoneses tales como Kitanihon Broadcasting (KNB) o Tokyo MX, y una animación original. Esta última es conocida como el «episodio 0», pues la historia conduce directamente al primer capítulo, y se la incluyó en las unidades DVD del programa, que salieron al mercado el 26 de mayo, junto con el manga Another 0. Incluso antes de que se emitiera en televisión, Crunchyroll anunció que difundiría la serie en, entre otros lugares, Norteamérica y Sudamérica. Dado el contenido explícito, el servicio se inclinó por censurar dos secuencias de muerte. El doblaje para Hispanoamérica fue producido por Televisa y se llevó a cabo en Argentina, en el estudio Video Dub. Ninguna empresa española licenció la obra para la distribución en el país europeo y, a fecha de 2023, la única plataforma que la incluía en su catálogo era Apple TV.
La distribución de la serie en formato doméstico corrió a cargo de Sentai Filmworks en Estados Unidos. Para junio de 2013, habían informado de que publicarían una colección completa en Blu-ray y en DVD el 30 de julio, cosa que así ocurrió. En Reino Unido la empresa que se hizo con los derechos fue MVM Films, que pospuso el lanzamiento del Blu-ray cuando la compañía que lo realizaría se retiró del proyecto.

#### Banda sonora
Cuando se lo convocó para que diera su punto de vista, Ayatsuji sugirió una sola cuestión: que Ali Project interpretara el tema de apertura, pues era amigo de la vocalista y le había gustado el trabajo del grupo en el opening de Rozen Maiden, serie que sirvió de inspiración para la primera novela. En efecto, Ali Project se hizo cargo de la canción de inicio, «Kyōmu Densen» (凶夢伝染?  lit. «Pesadilla contagiosa»), mientras que Annabel interpretó la de cierre, «anamnesis». Más allá de eso, la música fue producida por Kō Ōtani y el director de sonido fue Yoshikazu Iwanami. Un álbum que recopila la banda sonora titulado Another: Songs party, de siete pistas y veinticinco minutos de duración, fue lanzado por Bandai Namco Entertainment el 11 de julio de 2012 en Japón.

### Película
En febrero de 2011, la editorial reveló que se estaba desarrollando una película de imagen real que se basaría en la novela y que estaría dirigida por Takeshi Furusawa. La sinopsis a grandes rasgos es la misma y los protagonistas son Kento Yamazaki, como Kōichi, y Ai Hashimoto, como Mei; un año antes, ambos habían actuado juntos en la película Control Tower. Para el proyecto, se creó una página web desde la que se enseñó primero un extracto del tráiler, en marzo de 2012, y ya en mayo se lo publicó completo. Con el fin de impulsar la producción, se utilizó al personaje de Ringu Sadako Yamamura en una publicidad televisiva, donde el espectro se mostraba entusiasmado por el estreno. Lanzada en su país de origen el 4 de agosto de ese año, durante la primera semana la película se exhibió en 230 salas de cine y recaudó 1 026 403 USD. Diez años más tarde, la empresa estadounidense Discotek Media comunicó que había licenciado el filme y que para 2023 lo lanzaría en Blu-ray, subtitulado al inglés.

## Recepción

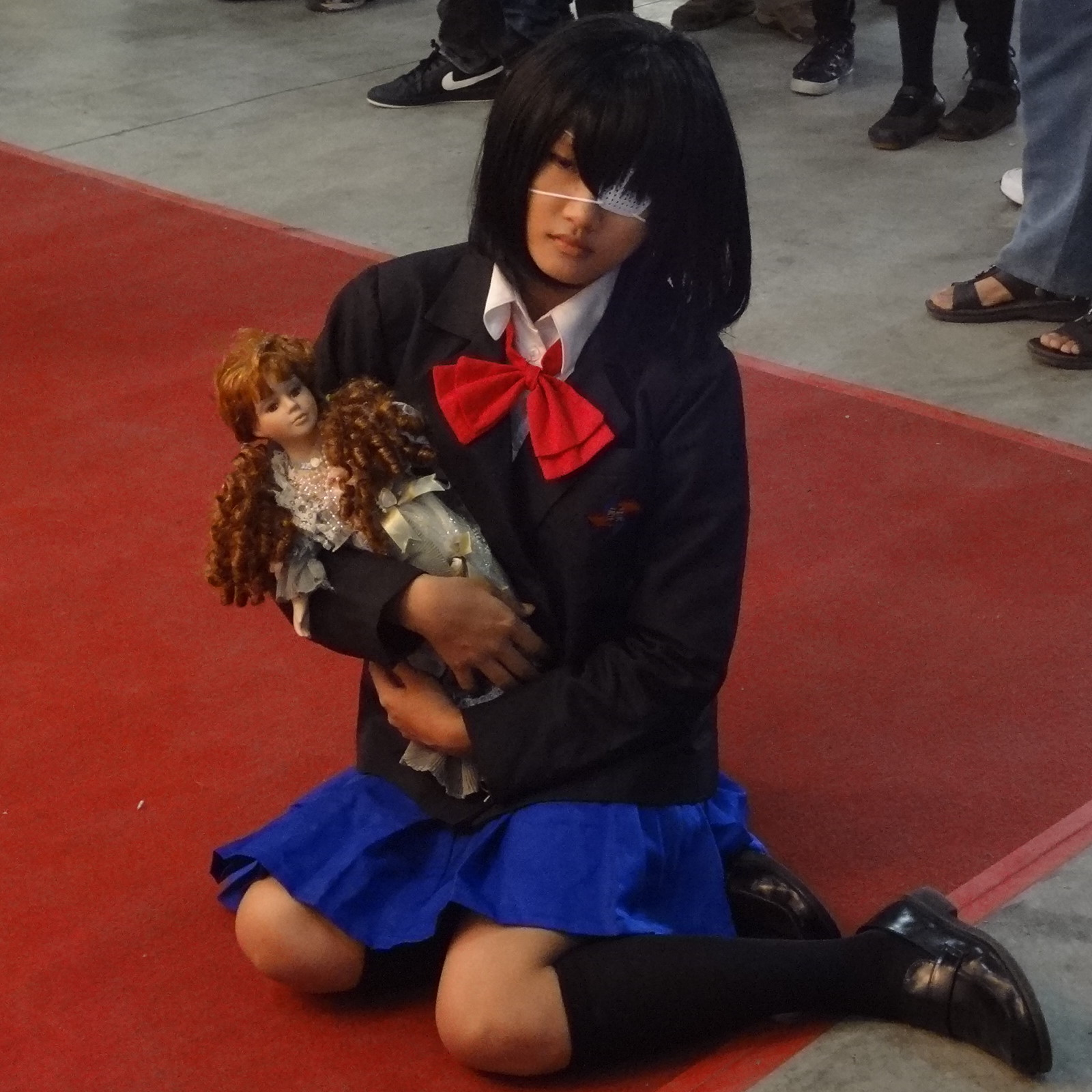
Cosplayer de Mei Misaki en el Taichung International Animation Festival, noviembre de 2013

En el momento de la publicación, Another se convirtió en un superventas en Japón. En octubre de 2010 estuvo entre las cinco candidatas al, por aquel entonces, recientemente creado premio Fūtarō Yamada, galardón de Kadokawa Shōten destinado a la mejor novela de cualquier género publicada durante ese año calendario. No obstante, la obra que se alzó ganadora fue Aku no Kyōten, de Yusuke Kishi, a quien además se le entregó la cifra de un millón de yenes. Ese año, recibió quince votos y quedó segunda en el Honkaku Mystery Award —como el nombre indica, un premio del Club de escritores de misterio Honkaku de Japón orientado a novelas de misterio—, por detrás de Mizuchi no gotoki Shizumu Mono y de Misshitsu Satsujin Gemu 2.0. Un hecho menos positivo tuvo lugar en junio de 2015, cuando el Ministerio de Cultura chino informó de que, por su contenido, desde ese momento estaba prohibida toda difusión del anime y el manga de Another en ese país.
En opinión de André Van Renssen, de activeAnime, entre los puntos altos de la adaptación se encuentra la «inquietante» atmósfera, la animación, el diseño de personajes y las secuencias de muerte. El crítico escribió con menos entusiasmo sobre la Calamidad, puesto que, para cuando el espectador se entere de qué se trata, se habrá perdido varias pistas importantes. Van Renssen dedicó un apartado entero a la banda sonora, una de las más perturbadoras que había escuchado hasta entonces. Al momento de ver los primeros seis episodios, Theron Martin, de Anime News Network, la llamó «una de las entregas más sólidas en la temporada de invierno de 2012». No obstante, ya visto el resto de la serie, escribió en malos términos sobre la conclusión, dado que Another innecesariamente omite información sobre un personaje clave para la historia. De forma semejante, Jenelle Catherina hizo eco de la opinión popular de que el final «arruinó» la serie y redactó un artículo en Comic Book Resources exclusivamente para ello, ocasión en la que estimó al clímax «muy apresurado» y caótico, además de que, según dijo, el génesis de la Calamidad se explica vagamente y la revelación de la identidad del espectro resulta poco satisfactoria.
El analista de THEM Anime Reviews Aiden Foote, quien en sus propias palabras estaba muy emocionado por el anime, alabó la animación a la vez que se mostró muy severo con el tema de apertura, uno de los peores que había escuchado. En la reseña fue sumamente crítico también con el protagonista, quien le pareció insípido, y con el resto del curso, que se limita a murmurar nerviosamente de una manera que «ni Steven Seagal podría hacerla más forzada y rígida». A Foote no le agradó tampoco la tendencia a interrumpir el momento en que el espectador está por averiguar algo, a su juicio un recurso «cínico que corta terriblemente el ritmo de la serie». El analista prosiguió diciendo que lo peor de la obra reside en el pobre desarrollo de los personajes secundarios, que quita peso a las escenas donde pierden la vida: «Si no lo hubiera visto, nunca habría creído que estos personajes de cartón podían sangrar». Danica Davidson, de la revista Otaku USA, dijo que el misterio se construye lentamente, pero que la espera vale la pena gracias a las posteriores escenas de terror. Para Alexis Chambers, de Comic Book Resources, la atmósfera, la estética, el uso de colores rojizos, la banda sonora y los efectos de sonido lo convierten en uno de los mejores animes de terror, en términos estilísticos. Como conclusión, Another suele ser incluido por la prensa entre los mejores animes de terror de la historia.
Sobre el manga, Brigid Alverson señaló en Comic Book Resources que la historia es muy atrapante, razón por la que gustó del volumen único editado por Yen Press, que le facilitó una lectura fluida. La especialista elogió también el ritmo, los misterios a resolver y el giro argumental del final. Rebecca Silverman compartió una opinión igualmente positiva en Anime News Network, donde afirmó que las ilustraciones de Kiyohara le dan un estilo distinto a la historia y que, por otro lado, el manga brinda pistas más claras para que el espectador descubra la identidad del fantasma. Ello no fue óbice para que criticara las escenas de muerte, que en este formato son mucho menos explícitas. Para Mark Thomas, de The Fandom Post, fue difícil manipular el cuantioso tomo estadounidense, si bien elogió los diseños de personajes, diferentes entre sí, y el tiempo que se toma para explicar la Calamidad. Sin embargo, le consternó que se represente de forma tan adulta a los adolescentes que llevan adelante la historia, además de lo fácil que le resultó averiguar el enigma.